# Ratsliveonnoevilstar
Ratsliveonnoevilstar is een ep van de Amerikaanse zangeres-gitariste St. Vincent. De titel is een palindroom.
De ep werd opgenomen door Clark tijdens haar studie aan de Berklee College of Music. Hierbij werd ze geholpen door medestudenten jazzbassist Mark Kelley en drummer Walker Adams.

## Nummers
| Nr. | Titel        | Duur |
| --- | ------------ | ---- |
| 1.  | Breathing    |      |
| 2.  | Good Morning |      |
| 3.  | Count        | 5:31 |
| 4.  | Bliss        | 3:53 |
| 5.  | Circle       | 3:50 |